# Бёрд, Саймон
Саймон Энтони Бёрд (англ. Simon Antony Bird, МФА [ˈsaɪmən bɜːd]; род. 19 августа 1984, Гилфорд) — английский актёр, комик и режиссёр. Наиболее известен по ролям Уилла Маккензи в британском ситкоме «Переростки»(2008—2010) и одноимённых фильмах, а также Адама Гудмана в британском ситкоме «Ужин в пятницу вечером»(2011—2020).

## Семья, юность. Образование
Берд родился в городе Гилфорд графства Суррей третьим из четверых детей в семье преподавателей колледжа Клермонт Маккенна Грэма и Хэзер Бёрд.
Обучался в школе Кренмор (Вест Хорсли), Королевской гимназии (Гилфорд) и в Куинз-колледже Кембриджского университета. В Кембридже был президентом университетского театрального клуба Footlights. Из колледжа выпустился с лучшими баллами по двум предметам. Также получил степень магистра искусств в колледже Биркбек (Лондонский университет).

## Карьера
Первой работой Бёрда на телевидении стала в 2008 году роль Уилла Маккензи в молодёжном ситкоме Переростки. За эту роль в 2008 году он получил награду «Лучший новичок» на British Comedy Awards, а в 2009 году награду «Лучший актёр» там же. Он также был номинирован на премию Королевского телевизионного общества 2008 года за лучшую комедийную роль и за лучшую мужскую роль в комедийной программе на телевизионной премии BAFTA 2009 года.
Позже он возвращался к этой роли в полнометражных фильмах Переростки (2011) и Переростки на краю света (2014).
В 2010 году Бёрд создал вышедшее на телеканале BBC Three комедийное игровое шоу «Король мёртв», в котором гипотетически убивают известного человека, а трое гостей шоу состязаются в серии сатирических викторин и испытаний в попытке заменить эту персону. Ведущими шоу были сам Бёрд, Ник Мохаммед и Кэти Уикс.
В 2013 году вместе со своим однокашником по Кембриджу и коллегой по съёмкам в Переростках Джо Томасом создал комедийный сериал Chickens про молодых людей, уклоняющихся от призыва в армию во время Первой мировой войны.
Следующей большой ролью в телевизионном шоу стала роль Адама Гудмана в ситкоме «Ужин в пятницу вечером».
Как режиссёр Бёрд дебютировал в 2019 году с комедией Days of the Bagnold Summer.

## Личная жизнь
В 2012 году Бёрд женился на Лизе Оуэнс, с которой был знаком ещё с университетского театра Кембриджа. У пары двое детей.

## Фильмография
| Год       |   | Русское название                | Оригинальное название             | Роль                                 |
| --------- | - | ------------------------------- | --------------------------------- | ------------------------------------ |
| 2008—2011 | с | Переростки                      | The Inbetweeners                  | Уилл Маккензи                        |
| 2010      | с | Король мёртв                    | The King Is Dead                  | Ведущий                              |
| 2011      | с | Comedy Showcase                 | Comedy Showcase                   | Сесил                                |
| 2011      | ф | Переростки                      | The Inbetweeners Movie            | Уилл Маккензи                        |
| 2011—2020 | с | Ужин в пятницу вечером          | Friday Night Dinner               | Адам Гудман                          |
| 2013      | с | Тру́сы                           | Chickens                          | Сесил                                |
| 2013      | ф | Властелин любви                 | The Look of Love                  | Джонатан Ходж                        |
| 2013      | ф | Фильм Гарри Хилла               | The Harry Hill Movie              | Эд                                   |
| 2014      | ф | Переростки на краю света        | The Inbetweeners 2                | Уилл Маккензи                        |
| 2015—2016 | с | Пьяная история (Великобритания) | Drunk History (UK)                | Д.И. Чарльз Багги / Уинстон Черчилль |
| 2017      | ф | Ты, я и он                      | You, Me and Him                   | Бен Миллер                           |
| 2019      | с | Переростки: Двузья снова вместе | The Inbetweeners: Fwends Reunited | Уилл Маккензи                        |
| 2020—2021 | с | Сэндилэндс                      | Sandylands                        | Натан Вайлд                          |

### Режиссёр
- 2016 — «Эрнестина и Кит» / Ernestine & Kit (короткометражный фильм)
- 2019 — «Days of the Bagnold Summer» / Days of the Bagnold Summer[англ.]